# Vélocipèdraisiavaporianna

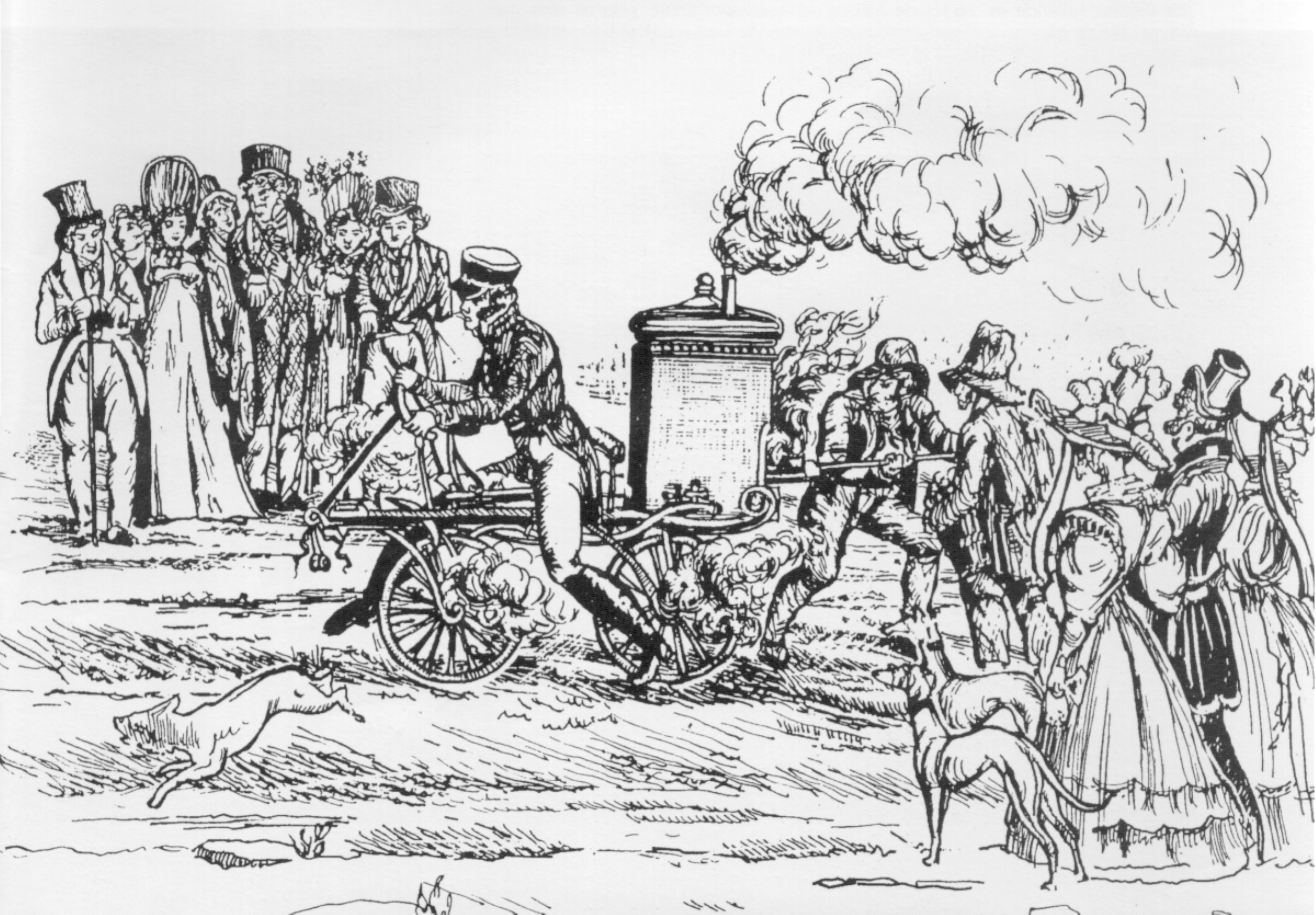
Vélocipèdraisiavaporianna, 1818 (Copie en noir et blanc)

Vélocipèdraisiavaporianna appelé également « Vélocipède à vapeur », est un dessin d'un artiste anonyme de Paris, datant de 1818.
En 1817, Karl Drais invente la draisienne. Un artiste contemporain   dessine une machine imaginaire qui combinerait cette draisienne avec une machine à vapeur. Le dessin original en couleur représente un vélocipède à deux-roues avec une grande chaudière. Trois chauffeurs suivent l'engin pour entretenir le feu. Cinquante ans plus tard, cette machine est devenue réalité : le premier vélocipède à vapeur est construit par Louis-Guillaume Perreaux en 1872 mais les premières motos utilisables datent de la fin du XIXe siècle et fonctionnaient avec un moteur à essence. Le dessin se trouve aujourd'hui au Musée automobile de Beaulieu (Hampshire)